# Tiutiun
Tiutiun (búlgar: Тютюн, 'Tabac') és una pel·lícula dramàtica búlgara de 1962 dirigida per Nikola Korabov. Fou escollida a la selecció oficial del 16è Festival Internacional de Cinema de Canes. El guió es basava en la novel·la homònima de Dimitar Dimov.

## Argument
En una petita ciutat industrial hi ha forts conflictes socials i laborals. Boris Morev, amargat per la seva miserable existència, deixa la seva promesa Irina i es casa amb la filla d'un ric propietari d'una fàbrica de cigarrets. Després de la mort del seu sogre i la malaltia mental de la seva esposa assumeix el control de la fàbrica i comença a explotar els treballadors de manera més despietada que el seu sogre.

## Repartiment
- Nevena Kokanova - Irina
- Yordan Matev - Boris Morev
- Miroslava Stoyanova - Lila
- Ivan Kasabov - Pavel Morev
- Nikola Popov - Shishko
- Stefan Pejchev - Kostov
- Peter Slabakov - Dinko
- Luna Davidova - Varvara
- Wolfgang Langhoff - Von Geir
- Georgi Stamatov - Tatko Pier
- Ivan Dimov - Barutchiev
- Magda Kolchakova - Spasuna
- Tzvetana Ostrovska - Maria